# Peterhouse
Il Peterhouse è il college più antico dell'Università di Cambridge. Fu fondato nel 1284 da Hugo de Balsham, vescovo di Ely. Peterhouse ha 270 undergraduates, 125 graduate students e 45 fellows, risultando così il college più piccolo di Cambridge.

## Storia
La fondazione del Peterhouse risale al 1280, quando Hugo de Balsham, vescovo di Ely, pensò di costruire un collegio su terreni attualmente di proprietà del St John's College. Nel 1284, si spostò nel sito attuale con l'acquisto di due case per il Master e per quattordici fellows "bravi ma poveri", fondando così il Peterhouse. Balsham morì nel 1286, lasciando una somma di denaro da usare per comprare ulteriori terreni.
All'inizio del XVII secolo, con Andrew Perne come master, il college  era conosciuto come centro dell'Arminianismo.
Negli anni ottanta il Peterhouse richiese un'associazione con le politiche Conservatrici di Margaret Thatcher. Maurice Cowling e Roger Scruton erano entrambi fellows influenti del college e sono spesso descritti come figure chiave della cosiddetta "Peterhouse right", un movimento intellettuale legato a Margaret Thatcher.

## Edifici e terreni

### Cappella
Entrando dall'ingresso principale in Trumpington Street, l'abside della cappella è il primo edificio che si incontra. La cappella fu costruita nel 1628 quando l'allora Master Mathew Wren (zio di Christopher Wren) demolì le case originali del college. Lo stile della Cappella riflette le tendenze religiose del tempo verso l'arminianismo. L'architettura gotica laudiana della cappella unisce dettagli rinascimentali incorporandoli in un edificio gotico. L'architettura rinascimentale della Cappella comprende una pala d'altare rappresentante la Pietà ed un magnifico soffitto a soli dorati. Le vetrate originali furono distrutte dalle forze di Oliver Cromwell nel 1643; solo la scena della crocifissione della finestra orientale (ispirata da Le Coup de Lance di Rubens) è sopravvissuta. Le finestre laterali attuali sono dell'artista tedesco Max Emanuel Ainmiller, e sono state aggiunte nel 1855. I chiostri su entrambi i lati della cappella sono del XVII secolo. Nel 1709 furono adattati allo stile Neoclassico e nel 1755 fu rimosso un portico ornamentale.

### Old Court (Corte vecchia)
La Old Court si trova dietro i chiostri della cappella. Nella parte meridionale si trova la hall (refettorio), l'unico edificio del college risalente al XIII secolo. Fu ri-medievalizzata nel 1870 con pannelli decorati, una notevole vetrata ed un nuovo soffitto ligneo dell'architetto George Gilbert Scott. La vetrata, con opere di William Morris, Ford Madox Brown e Edward Burne-Jones, è un tipico esempio di arte vetraria preraffaellita. Il camino del XVI secolo contiene ora piastrelle, sempre di Morris.
I lati settentrionale ed occidentale della Old Court furono aggiunti nel XV secolo e trasformati in stile classico tre secoli più tardi. La cappella chiude il quarto lato, orientale, della corte. Le stanze nella Old Court sono occupate da fellows e undergraduates.

### Gisborne Court
La Gisborne Court è accessibile attraverso un arco dal lato occidentale della Old Court. Fu costruita nel 1825, finanziata con parte di una donazione avvenuta nel 1817 da parte del Reverendo Francis Gisborne, un ex-fellow. Quando la donazione fu annunciata, l'ammontare, 20.000 sterline, era così grande che i fellows inizialmente pensarono ad uno scherzo. La corte è costruita con mattoni bianchi rivestiti in pietra in stile gotico Tudor, seguendo i disegni di William Mclntosh Brookes. Solo tre lati della corte furono costruiti. Il college sta attualmente prendendo in considerazione di costruire un quarto lato in stile simile. Le stanze nella Gisborne Court sono occupate principalmente da undergraduates.

### Fen Court e Birdwood Building
Oltre la Gisborne Court si trova la Fen Court, un edificio del XX secolo costruito principalmente su pali. La Fen Court fu aggiunta nel 1940 su progetto di H. C. Hughes e Peter Bicknell. È stato uno dei primi edifici di Cambridge costruiti nello stile Moderno ispirato da Walter Gropius alla Bauhaus. Il pannello scolpito da Anthony Foster sopra l'ingresso rispecchia l'umore della Gran Bretagna quando l'edificio fu completato. Raffigura San Pietro salvato in mezzo al mare e riporta l'iscrizione DE PROFUNDIS CLAMAVI MCMXL ("Dal profondo ti chiamavo (1940)").
Nel 1933 Bicknell e Hughes progettarono anche il centro salute, noto come Birdwood Building, che costituisce il lato occidentale della Gisborne Court. Oggi viene utilizzato come palestra.

### Deer Park
I terreni a sud della Gisborne Court erano conosciuti come il Deer Park (Parco dei Cervi), quando alcuni cervi furono portati lì nel XIX secolo. Il quel periodo fu noto come il più piccolo parco dei cervi dell'Inghilterra. Dopo la prima guerra mondiale i cervi si ammalarono ed infettarono anche il bestiame portato dai possedimenti del Duca di Portland a Welbeck Abbey nel tentativo di migliorarae la situazione.

### William Stone building
Il William Stone building si trova a sud del Deer Park e fu finanziato da un lascito da parte di William Stone (1857-1958), ex accademico del college. Costruito nel 1963, è una torre di otto piani in mattoni, molto popolare negli anni sessanta e '7o dagli studenti di architettura, soprattutto giapponesi. Alloggia sia fellows che undergraduates.

### Burrough's building
Il Burrough's building sì trova davanti nella parte anteriore del college, parallelo alla cappella. Prende nome dal suo architetto,  Sir James Burroughs, master del Caius e fu costruito nel 1736. È uno degli edifici neo-palladiani di Cambridge progettati da Burroughs. Tra gli altri vi sono la ristrutturazione della hall e della Old Court al Trinity Hall e la cappella del Clare College.

### Master's Lodge
Il Master's Lodge (appartamento del Master) si trova sul lato opposto di Trumpington Street rispetto al college e fu lasciato al college nel 1727 da parte di un fellow, Dr Charles Beaumont, figlio dell'ex master Joseph Beaumont. È costruito in mattoni rossi in stile Regina Anna.

## Stranezze, tradizioni e leggende
Thomas Gray era un fellow del Peterhouse finché prese troppo sul serio uno scherzo. Terrorizzato dal fuoco, installò una sbarra metallica alla sua finestra all'ultimo piano del Burrough's building, cosicché potesse legarvi le sue lenzuola e calarsi verso la salvezza in caso di incendio. Una notte gli studenti decisero di fare uno scherzo e urlarono: "al fuoco". Gray si calò dalla finestra, atterrando in un barile d'acqua messo lì sotto. Si narra che, come conseguenza, abbia attraversato la strada diventando fellow del Pembroke College.
Una leggenda metropolitana, secondo cui i cervi del Deer Park sarebbero stati mangiati durante il razionamento nella seconda guerra mondiale, è apocrifa.
Nel 1998 il Peterhouse fu oggetto di interesse mediatico nel Regno Unito dopo che alcuni lavoratori della cucina dichiararono di aver visto un fantasma nella Combination Room. Si diceva che fosse il fantasma di un ex-economo che si era impiccato con una corda per campane e che è ora sepolto nel cimitero della chiesa di Little St Mary's, confinante a nord con il college. Si narra che, dopo che il fantasma fu reso pubblico in una serie di articoli, il college abbia fatto eseguire un esorcismo.